# Grad Kamengrad
Grad Kamengrad (hrvaško Štajngrad) je kot trdnjava nekoč stal na južnih pobočjih gore Macelj, okoli 6 km severno od Krapine, nad naseljem Donje Jesenje in njegovega zaselka Hercegi. Bil je ena od največjih trdnjav v Hrvaškem Zagorju. Glede na odsotnost zgodovinskih virov lahko sklepamo, da se zapis v Celjski kroniki pravzaprav nanaša na ta grad, ki naj bi ga celjska kneza porušila po letu 1436. Obsežne ruševine še danes pričajo o razsežnosti tega gradu oz. trdnjave.

## Zgodovina
Utrjeni Grad Kamengrad ali Štajngrad (iz nemškega Steinburg) je bil zgrajen kot sedež gospostva Jesenje (de Iazenye), ki se prvič v zgodovinskih listinah omenja v dokumentu varaždinskega župana Ivana iz leta 1340. S tem dokumentom je bila Ivanu Benkovu vrnjena posest Jesenje, Pleso in Javorje v Varaždinski županiji, ki jih je Ivan izgubil v »težkih časih«. Pred letom 1399 je posesti nasledil Ivanov sin Nikola Jesenjski in tega leta zaprosil zagrebški Kaptol za potrditev dokumenta varaždinskega župana Ivana iz leta 1340.
Tovrstni gradovi so bili grajeni v 13. In 14. stoletju, v obdobju romanike. Na tem ozemlju so najprej vladali Zagorski grofje, nato med leti 1267–1270 pristaši češkega kralja Otokarja II., nato grofje Kiseški (Kiseg) Kőszegi (hrvaško Gisingovci)(1270–1339) in na koncu plemiči Jesenjski. Zelo verjetno je možno grad in posest Štajngrad in Novi dvor (Vyvduor) enačiti; grad pod slednjim imenom je zgradil slavonski ban Roland iz plemena Ratold, ki ga je potem leta 1265 zamenjal z grofom Farkašem Zagorskim. Vendar je grad že leta 1267 zasedel grof Henrik II. Kiseški in ga predal pristašem češkega kralja Otokarja II.  Po letu 1271 so grad in trdnjavo spet dobili grofje Kiseški oziroma naslednik Henrika II. Peter I. Kiseški (1310–1353) ga je imenoval tudi Herceg, kot se imenuje zaselek v podgradju še danes. Ta je verjetno grad prepustil družini Benka, katerim pa so ga zaradi nezvestobe odvzeli. Ko je potem slavonski ban Mikac Mihaljević ta grad zasedel, tako kot druge gradove grofov Kiseških v Hrvaškem zagorju, so vsi gradovi pripadli kraljevi komori, dokler Benko ni dokazal svoje pravice do gradu Kamengrad (Štajngrad). Ko so celotno ozemlje nekdanje Varaždinske, Zagorske in Vrbovške županije leta 1399 pridobili grofje Celjski, je bil lastnik gospostva Jesenje še vedno Nikola Jesenjski, Ivanov sin.
Za tem ni nobenega dokumenta več, niti o tej družini kot tudi ne o usodi te posesti, vse do leta 1506, ko se posest pojavi v sestavi posesti Ivaniša Korvina ter kasneje v sklopu krapinsko-kostelskega gospostva vse do ukinitve tlačanstva leta 1848.Glede na odsotnost zgodovinskih virov lahko sklepamo, da se zapis v Celjski kroniki pravzaprav nanaša na ta grad, ki naj bi ga  celjska kneza  porušila po letu 1436.